# PyMOL
PyMOL est un logiciel libre de visualisation de structures chimiques en 3D créé par Warren DeLano. Il est principalement utilisé par les étudiants, les professeurs et les chercheurs en chimie et en biologie structurale. Il est développé en Python et est multiplateformes. Ainsi, il fonctionne sous Windows, Mac OS X, Linux et les systèmes Unix. Ce logiciel est régulièrement utilisé pour produire des images 3D de grande qualité pour la publication scientifique. Selon l'auteur, environ un quart des images 3D de protéines publiées dans la littérature scientifique est réalisé avec PyMOL.

## Modes de visualisation
Le logiciel PyMOL supporte de nombreux modes de visualisation :
- Fil de fer : les liaisons entre deux atomes sont représentées par un fil dont la couleur indique l'élément atomique représenté. Cette visualisation est utile car très légère et permet par exemple de positionner la molécule dans l'orientation souhaitée avant de réaliser un rendu visuel plus détaillé et long.
- Boule et bâton : représentation similaire à la représentation fil de fer mais plus "épaisse". On l'utilise souvent pour représenter les ligands (ADN ou autre molécule organique intéragissant avec une protéine par exemple.
- Remplissage CPK : la protéine est représentée sous la forme d'atomes et de liaisons à l'échelle. Cette représentation respecte les couleurs des modélisations moléculaires conventionnelles.
- Ruban : la déformation de la chaîne principale de la protéine est représentée globalement par un ruban déformé dans l'espace. Ce mode est utile en particulier si l'on rajoute quelques éléments d'intérêt à la visualisation.
- Cartoon : cette représentation se rapproche de la représentation en ruban dans le sens où la disposition de la chaine principale est représentée dans l'espace par un ruban, mais insiste sur les structures secondaires. On visualise donc nettement les hélices alpha et feuillets bêta respectivement sous la forme d'hélices et de flèches. Les boucles sont représentées par le ruban simple.
- Surface : La protéine est comme "enveloppée" d'une surface virtuelle qui délimite les zones accessibles par le solvant (l'eau en général) et les zones plus internes de la molécule. Le calcul puis la représentation graphique de cette surface sont gourmands en ressources de calcul.

## Fichiers supportés
PyMOL, de par son utilisation dans plusieurs domaines de la chimie et de la biologie, supporte plusieurs types de fichier :
- structure (PDB, CIF, MOL, SDF, MOL2...) ;
- carte de densité électronique (x-plor, cube...) ;
- séquence biologique (fasta...).